# Platycheirus jakuticus
Platycheirus jakuticus är en tvåvingeart som beskrevs av Violovitsh 1978. Platycheirus jakuticus ingår i släktet fotblomflugor, och familjen blomflugor. Inga underarter finns listade i Catalogue of Life.